# Siège de Kars
Pour les articles homonymes, voir Kars (homonymie).
Guerre de Crimée
Batailles
- Isaccea (10-1853)
- Oltenița (11-1853)
- Pitsounda (11-1853)
- Sinope (11-1853)
- Cetate (12-1853)
- Silistra (04-1854)
- Kurekdere (08-1854)
- Bomarsund (08-1854)
- Petropavlovsk (08-1854)
- Alma (09-1854)
- Sébastopol (10-1854)
- Balaklava (10-1854)
- Inkerman (11-1854)
- Eupatoria (02-1855)
- Taganrog (05-1855)
- Kars (07-1855)
- Tchernaïa (08-1855)
- Malakoff (09-1855)
- Kanghil (09-1855)
- Kinbourn (10-1855)

Le Siège de Kars fut la dernière opération majeure de la Guerre de Crimée. En juin 1855, dans une tentative d’alléger la pression sur les troupes présentes à Sébastopol, le Tsar Alexandre II ordonna au Général Nikolaï Muraviov d'envoyer ses troupes dans des zones d'influence turques en Asie Mineure. Rassemblant des contingents disparates sous ses ordres en un important corps de 40 000 soldats, Mouraviov décida d'attaquer Kars, la plus importante forteresse à l'est de la Turquie.
La première attaque fut repoussée par la garnison turque forte de 30 000 hommes, sous les ordres du général britannique William Fenwick Williams. Les Russes commencèrent alors le siège de la citadelle qui allait durer jusqu'en novembre. En apprenant l'attaque, le commandant turc Omar Pacha demanda aux troupes turques de quitter le Siège de Sébastopol et de se redéployer en Asie Mineure, avec l'idée de venir en aide à Kars. Le 6 septembre, Omar Pacha quitta la Crimée pour Batoumi à la tête de 45 000 soldats.
L'arrivée d'Omar Pacha à Batoumi incita Mouraviov à lancer un troisième assaut, qui fut repoussé par les troupes qui commençaient à souffrir de la faim dans Kars. Des 13 000 Russes qui participèrent à l'attaque du 29 septembre, environ la moitié furent tués. Cependant, Omar Pacha, au lieu de porter secours à la garnison, se lança dans de longs affrontement en Mingrélie qui menèrent à la prise de Soukhoumi. Pendant ce temps là, les provisions manquaient à Kars et le ravitaillement ne parvenait plus.
Les importantes chutes de neige, à fin octobre, rendirent l'arrivée des renforts turcs pratiquement irréalisable. Selim Pacha, le fils d'Omar, arriva à la tête d'une autre armée dans l'ancienne ville de Trabzon et commença à se diriger au sud vers Erzurum pour empêcher les Russes de pénétrer plus profondément en Turquie. Les Russes envoyèrent de Kars un petit détachement pour attaquer Selim Pacha et arrêter son avance. Ils furent défaits près de la rivière Ingur, le 6 novembre .
La garnison de Kars, se sentant délaissée, refusa d'avoir à affronter les privations d'un siège en hiver et le 26 novembre 1855 elle se rendit au Général Mouraviov, qui par la suite fut autorisé par le tsar à changer son nom en « Mouraviov-Karssky », pour célébrer sa prise de la forteresse turque. À la suite du retrait des Russes, les Arméniens de la région partirent vers Constantinople, l'Arménie russe et la France.